# AmeriKKKa's Most Wanted
AmeriKKKa's Most Wanted is het debuutalbum van Ice Cube. Het is echter niet het debuut van zijn carrière, Ice Cube was al sinds 1984 actief, tot dan toe echter alleen in groepsverband. Eind jaren 80 brak Ice Cube door met Straight Outta Compton van de legendarische groep N.W.A. Op AmeriKKKa's Most Wanted is de zware politieke boodschap die op zijn latere albums zou volgen in mindere mate aanwezig. De heruitgave uit 2003 bevatte de nummers van de ep Kill at Will als bonus.
AmeriKKKa's Most Wanted bevatte nummers als The Nigga Ya’ll Love To Hate, met het refrein waarin de tekst Fuck You Ice Cube geroepen wordt, Turn Of The Radio, waarop Ice Cube uithaalt naar de radio die geen gangstarap draait. De plaat introduceerde zijn nieuwe protegé, de vrouwelijke rapper Yo-Yo (Yolanda Whitaker). Hoewel het album een succes was, vonden een aantal mensen het album op sommige punten wat onduidelijk. Het betrof dan het nummer Get off My Dick and Tell Yo Bitch to Come Here, dat vrouwonvriendelijk leek te zijn, wat niet strookte met Ice Cubes samenwerking met Yo-Yo en zijn vrouwelijke manager Pat Charbonet. Ice Cube beloofde zijn nummers duidelijker te maken. Dit gebeurde op de Kill At Will (ep).
Het kwam uit nadat Ice Cube zich van N.W.A had afgescheiden, na geruzie met manager Jerry Heller over de betaling. Opvallend is dat Ice Cube elke verwijzing naar zijn ruzie met N.W.A vermeed, omdat hij die niet op zijn eerste soloalbum wilde.

## Tracklist
| Nummer | Titel                                        | Artiest                           | Duur |
| ------ | -------------------------------------------- | --------------------------------- | ---- |
| 1      | Better off Dead                              | Ice Cube                          | 1:03 |
| 2      | The Nigga Ya Love to Hate                    | Ice Cube                          | 3:13 |
| 3      | AmeriKKKa's Most Wanted                      | Ice Cube                          | 4:08 |
| 4      | What They Hittin' Foe                        | Ice Cube & The Average White Band | 1:22 |
| 5      | You Can't Fade Me                            | Ice Cube                          | 5:12 |
| 5 1/2  | JD's Gaffilin                                | J-Dee                             |      |
| 6      | Once Upon a Time in the Projects             | Ice Cube                          | 3:41 |
| 7      | Turn off the Radio                           | Ice Cube                          | 2:37 |
| 8      | Endangered Species (Tales from the Darkside) | Ice Cube & Chuck D                | 3:21 |
| 9      | A Gangsta's Fairytale                        | Ice Cube                          | 3:16 |
| 10     | I'm Only out for One Thang                   | Ice Cube & Flavor Flav            | 2:10 |
| 11     | Get off My Dick & Tell Yo Bitch to Come Here | Ice Cube                          | 0:56 |
| 12     | The Driveby                                  |                                   | 1:01 |
| 13     | Rollin' wit' the Lench Mob                   | Ice Cube                          | 3:43 |
| 14     | Who's the Mack?                              | Ice Cube                          | 4:35 |
| 15     | It's a Man's World                           | Ice Cube & Yo-Yo                  | 5:26 |
| 16     | The Bomb                                     | Ice Cube                          | 3:25 |